# Briefpost
Als Briefpost galten bisher geschlossene und offene Postsendungen, die nicht als Postpaket behandelt werden oder dem Zahlungsverkehr dienen. Seit 1. Januar 2019 dürfen im internationalen Verkehr nur noch Dokumente mit der Briefpost verschickt werden, weil der Weltpostverein festgelegt hat, dass der Warenverkehr getrennt behandelt werden soll.

## Geschichte
Früher kam der Begriff in Dienstanweisungen der Post der altdeutschen Staaten, des Norddeutschen Bundes und der Reichspost vor. Briefsendungen in Briefform, in Kartenform, ohne Wert wurden mit der Reitpost, der Briefpost befördert. Wegen des höheren Gewichts und der größeren Sicherheit gehörten dagegen Briefe mit Wertangabe, Postvorschusssendungen, Postnachnahmen und Pakete (Wert-, Einschreib- und gewöhnliche Pakete) zur Fahrpost.
Zur Briefpost gehörten in Österreich Schriften ohne Wert bis 6 Lot, in Preußen bis 16 Lot, sowie Briefe mit Warenproben, Kreuzbandsendungen, Einschreibbriefe, Briefe mit Insinuationsdokument (Zustellurkunde), gerichtliche Erlasse gegen Aufgabeschein und Zeitungen. Bayern zählte Briefe, Schriftpakete, Kreuzbandsendungen und Warenproben bis 4 Lot zur Briefpost. Sachsen bis 8 Lot und Einschreibbriefe und Hannover Briefe oder Briefpakete bis 8 Zolllot und Oktavform. In Württemberg galten Briefschaften bis 4 Lot und schwerere Briefsendungen, wenn sie aus zusammengepackten Briefen bestanden (sonst überall verboten), weiter schwerere Briefschaften, wenn es der Absender ausdrücklich verlangt hat oder wenn sie in den Briefkasten gelegt wurden. Ähnlich war es in Baden, in Holstein lag es im Ermessen des Beamten, welche Form er wählte und schließlich Thurn und Taxis, wo Briefe und Schriften bis 4 Lot und schwerere nur auf Wunsch mit der Briefpost befördert wurden.
Durch den Weltpostverein wurden die Bedingungen für den Versand und die Beschaffenheit der Briefumschläge international geregelt.
Infolge der Möglichkeiten der Digitalisierung hat der Umfang der Briefpost insbesondere in den Industrieländern abgenommen. In Deutschland wurden trotz sinkender Zahlen im Jahr 2017 immer noch 223 Briefe pro Einwohner und Jahr verschickt, was über dem europäischen Median liegt. Der lizenzpflichtige Briefbereich (unter 1’000 Gramm) machte dabei einen Umsatz von 8,8 Mrd. Euro, wovon 7,6 Mrd. Euro auf die Deutsche Post-Gruppe entfielen. Die Schweizerische Post beförderte 2023 noch 1,647 Mrd. adressierte Briefe (rund 5,6 % weniger als im Vorjahr). In Liechtenstein wurden 2017 noch 13'159 Briefe aufgegeben, was nur noch etwa 60 Prozent der Menge im Jahr 2010 entspricht. Weltweit wurde 1991 mit 8,27 Milliarden Sendungen der Höhepunkt erreicht. 2022 waren es noch 1,56 Milliarden Sendungen weltweit. Postnord verkündete im März 2025, die Zustellung von Briefpost in Dänemark per Ende Jahr einzustellen, da das Volumen der versandten Briefe seit 2000 um 90 Prozent zurückgegangen sei.

## Tarifstufen
Die Tarife der Briefpost können je nach Land abhängig sein von der Größe und Art der Briefpost sowie der Zustellgeschwindigkeit. Dazu kommen Tarife für Spezialdienstleistungen wie das Einschreiben der Briefpost. In Ôsterreich und in der Schweiz wird die Preiskategorie für Zustellung am darauffolgenden Werktag mit Prio beziehungsweise A-Post bezeichnet. Die Preiskategorie für spätere Zustellung lautet Eco und B-Post. In Deutschland sind die Preise hingegen in erster Linie abhängig von der Größe und dem Gewicht der Briefpost.